# بشارة تقلا
بشارة تقلا (1268هـ - 1319هـ / 1852م - 1901م)
أحد مؤسسي جريدة الأهرام ولد في كفر شيما بلبنان وتعلم ببيروت وعلم في مدرسة عينطورة نحو سنتين، وانتقل إلى الإسكندرية سنة 1875م، فأصدر مع أخيه سليم، جريدة (الأهرام) أسبوعية، ثم يومية ولما حدثت ثورة عرابي امتنع مع أخيه عن مناصرتها، فأحرق العرابيون المطبعة.